# Kanton Fontaine-Française
Fontaine-Française is een voormalig kanton van het Franse departement Côte-d'Or. Het kanton maakte deel uit van het arrondissement Dijon. Het werd opgeheven bij decreet van 18 februari 2014, met uitwerking op 22 maart 2015.

## Gemeenten
Het kanton Fontaine-Française omvatte de volgende gemeenten:
- Bourberain
- Chaume-et-Courchamp
- Dampierre-et-Flée
- Fontaine-Française (hoofdplaats)
- Fontenelle
- Licey-sur-Vingeanne
- Montigny-Mornay-Villeneuve-sur-Vingeanne
- Orain
- Pouilly-sur-Vingeanne
- Saint-Maurice-sur-Vingeanne
- Saint-Seine-sur-Vingeanne